# Río Sabine
El río Sabine o Sabina del original en español (en inglés: Sabine River, que significa, «río de las Sabinas») es un largo río del sur de Estados Unidos que fluye en direcciones SE y S, primero por el estado de Texas y posteriormente formando el límite entre este y Luisiana, hasta desaguar en el golfo de México (océano Atlántico). Tiene una longitud de 893 km que los sitúa entre los 40 ríos más largos de los Estados Unidos  (y entre los 15 primarios) y drena una cuenca de 25 270 km², de los que 19 230 km² se encuentran en Texas y el resto en Luisiana. 
El curso superior del río Sabina discurre a través de la región de las praderas del noreste de Texas y a lo largo de gran parte de su curso inferior, el que forma la frontera entre Texas-Luisiana, lo hace atravesando bosques de pinos y, ya próximo a la costa del golfo, el país de los bayou. El Sabine corre por una zona de abundantes lluvias y es el de mayor caudal de todos los ríos de Texas. El nombre Sabine viene de la palabra en español sabina, un tipo de árbol de la familia de los cipreses, en referencia al gran número de esos árboles que crecían en el curso bajo del río. El río atraviesa una importante región productora de petróleo y la parte final, cerca del golfo, es una de las zonas más industrializadas del sudeste de Estados Unidos. 
La parte baja del río Sabina constituyó históricamente una frontera internacional, primero entre Francia y España, y luego entre España y los Estados Unidos, y finalmente entre México y Estados Unidos, a principios del siglo XIX. El río es a menudo considerado como la frontera entre el Viejo Sur («Old South») y el Nuevo Suroeste («New Southwest»).
Administrativamente, el río discurre por los estados de Texas —condados de Van Zandt, Hunt, Wood, Upshur, Gregg, Harrison, Orange, Rusk, Panola, Shelby, Sabina, Newton, Jefferson, Rains—y de Luisiana —parroquias de De Soto, Cameron, St. Landry y Vernon—.

## Geografía

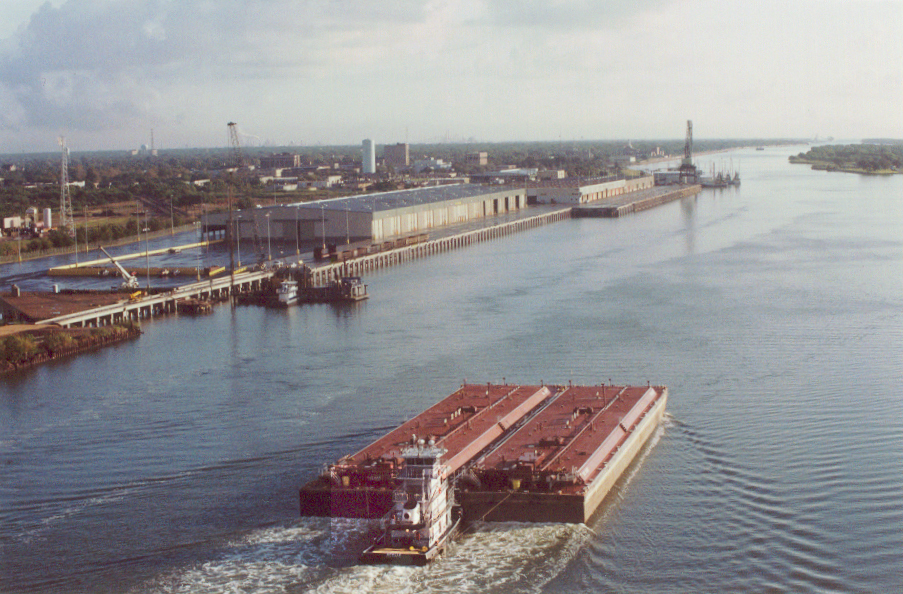
El río Sabine, en el tramo del lago Sabine, a su paso por Port Arthur (TX).

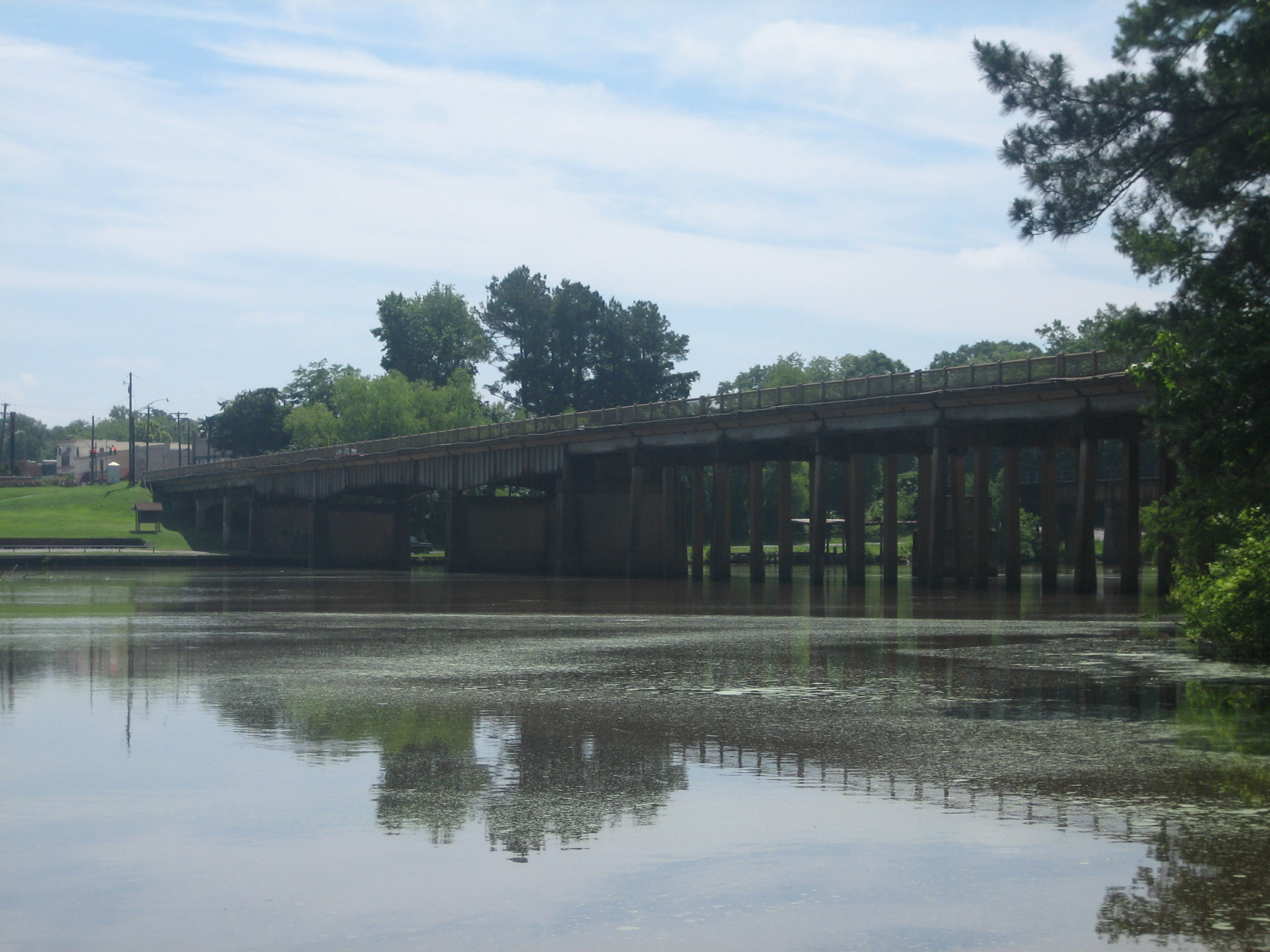
El Sabine en Logansport (LA)

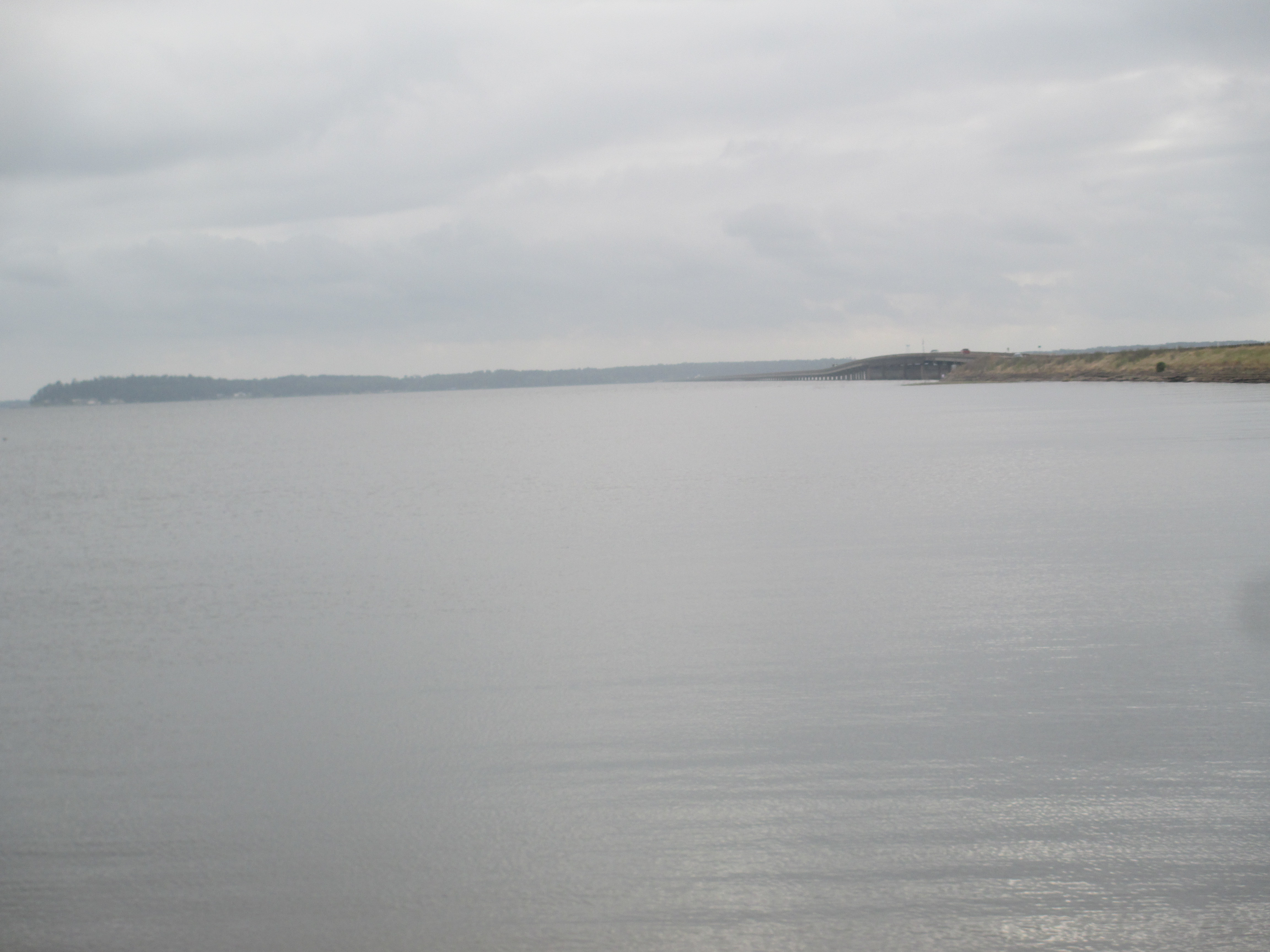
El Sabine forma el límite Luisiana / Texas en el embalse de Toledo Bend, al oeste de Many (LA)

El río Sabine nace en el noreste del estado de  Texas, por la confluencia de tres ramales: Cowleech Fork, Caddo Fork y South Fork. El Cowleetch Fork nace en el noroeste del condado de Hunt y fluye en dirección sureste unos 56 km. El Caddo Fork, a su vez, nace también en el noroeste del condado de Hunt de la unión de otros dos ramales, el East Caddo Fork y el West Caddo Fork. El South Fork también nace en el condado de Hunt, en la esquina sudoeste y discurre hacia el este durante unos 30 km. Los tres ramales se unen en el sureste del mismo condado de Hunt, aunque ahora está sumergida en el embalse Tawakoni (149 km²), construido en 1960. 
El río Sabine discurre en dirección sureste, atravesando el noreste de Texas. Al poco de su nacimiento, aguas abajo del embalse de Tawakoni, un cuarto ramal, el río Lake Fork, de unos 64 km, se incorpora al río. Luego pasa por las localidades de Mineola (4550 hab. en 2000) Gladewater (6078 hab.), y Longview (73 345 hab.), la ciudad más grande en el río al suroeste de Shreveport y el paralelo 32°, donde se establece la frontera entre Texas y Luisiana. El río sigue su discurrir en dirección sur, formando la frontera entre ambos estados el resto de su curso. Está embalsado a unos 16 km al oeste de Leesville (Luisiana) (6753 hab.), en el largo embalse de Toledo Bend (112 km de largo y 749 km², el 5.º mayor de los EE. UU.). El embalse comenzó a inundarse en 1966 y en su orilla occidental está el bosque nacional Sabine (Sabine National Forest ). Al sur del embalse el río pasa por la región de los bayous, rodeado de humedales, y pasa por las zonas industriales cercanas a la costa del Golfo. Aproximadamente a unos 15 km al sur de Orange (Texas) (18 643 hab.), se encuentra con su principal afluente, el río Neches, que le aborda por la derecha desde el oeste, para formar el lago Sabine, un estuario de 27 km de largo y 11 km de ancho que drena a través del paso Sabine (Sabine Pass) en el golfo de México. La ciudad de Port Arthur (Texas) (57 755 hab.), se encuentra en la orilla occidental del lago Sabine. 
La parte inferior del río, al sur de Orange, en el lago Sabine, forma parte del Canal Intracostero del Atlántico (Intracoastal Waterway), con un intenso tráfico de barcazas.

## Historia

El tratado de Adams-Onís (1819) fijó la frontera entre EE. UU. y España, siendo el río Sabine parte de esa frontera.

Hay evidencias arqueológicas que indican que el valle del río estuvo habitado desde al menos 12.000 años. A partir del siglo VIII, los nativos caddo habitaron la zona, construyendo amplios montículos. La cultura Caddo floreció hasta fines del siglo XIII, pero todavía algunas tribus caddo vivían a lo largo del río cuando los primeros exploradores europeos llegaron en el siglo XVI. El río fue nombrado en 1716 por Domingo Ramón y apareció como río de las Sabinas en un mapa en 1721. El río fue utilizado por los comerciantes franceses, y en distintos momentos, fue reclamado tanto por España como por Francia. Después de que España adquiriese el territorio francés de la Luisiana en 1763, la capital de la provincia española de Texas se estableció en el lado este del río, cerca de la actual Robeline (Luisiana) (183 hab.). 
El área geográfica siguió siendo una de las menos comprendidas de la región, con varios mapas españoles que contienen errores en la denominación de los ríos Sabine y Neches, a veces mostrándoles incluso como ríos que desaguaban independientemente en el golfo de México. Después de la Compra de la Luisiana a los franceses por los Estados Unidos en 1805, este frontera natural indefinida entre EE. UU. y España llevó a un acuerdo el 6 de noviembre de 1806, negociado por el general James Wilkinson y el teniente coronel Simón de Herrera, a fin de establecer un territorio neutral a ambos lados del río (Zona Neutral entre el río Sabina y el Arroyo Hondo). 
La definición de la frontera fue resuelta en 1819 por el Tratado de Adams-Onís, que estableció el río como la frontera desde el Golfo hasta el paralelo 32°. El retraso español en la ratificación del tratado, así como la independencia de México en 1821, renovó la disputa fronteriza. Los Estados Unidos alegaron que durante un tiempo los nombres de los ríos Sabine y Neches se habían invertido y, por tanto, que el tratado establecía el límite en el río Neches. Los primeros colonos estadounidenses empezaron a llegar a la región en la década de 1820 y pronto sobrepasaron a los mexicanos en una proporción de 10 a 1. Después de la independencia de la República de Texas de México, en 1836, la frontera entre los EE. UU. y Texas se estableció firmemente en el río Sabine, de conformidad con el Tratado Adams-Onís. El río sirvió de límite occidental de los Estados Unidos hasta la Anexión de Texas en 1845. 
En la década de 1840, los barcos de vapor comenzaron a navegar por el río. Durante la Guerra Civil, el 8 de septiembre de 1863, una pequeña fuerza de la Confederación frustró una invasión de la Unión de Texas, en la Segunda Batalla de Sabine Pass, librada en la desembocadura del río. 
A finales del siglo XIX y principios del XX, el curso medio del río se convirtió en el escenario de una tala generalizada. El descubrimiento de petróleo, cerca de Spindletop, fue el inicio de una extracción generalizada de petróleo en toda la cuenca del río. El curso inferior vio el desarrollo de muchas refinerías de petróleo y plantas químicas, lo que conllevó una degradación de la calidad del agua, aunque ahora se hacen grandes esfuerzos para restablecerla.

## El río Sabine en la literatura y la música
Gerald Duff, novelista y escritor de cuentos, ha situado varias de sus obras en el territorio del río Sabine, incluyendo las historias Texas Wherever You Look, de The Way a Blind Man Tracks Light, y de Redemption. Sus novelas Graveyard Working y Coasters se centran geográfica y metafóricamente a lo largo del río Sabine. 
Jack Kerouac, en su novela de 1955, On The Road, sitúa en el río Sabine el encuentro entre el narrador, Sal Paradise, y otro personaje principal, Dean Moriarty (un alias del amigo de Kerouac, Neal Cassady). Lo llama como un «mal viejo río» («evil old river») y «la mansión de la serpiente... casi podríamos escuchar el deslizarse de un millón de copperheads» (un tipo de víboras venenosas) («the mansion of the snake... we could almost hear the slither of a million copperheads.»). Una novela en la que el tema se apoya en gran medida en la familiaridad con el continente americano, es interesante el hecho de que Kerouac describe la región como «un manuscrito de la noche que no hemos podido leer» («a manuscript of the night we couldn't read».)
Joe R. Lansdale, escritor que nació en Texas en 1951, con frecuencia menciona el río Sabine en sus obras.  
El cantante de blues Alger Texas Alexander escribió una canción que se llama «Sabine River Blues».